# RIITIIR
RIITIIR este cel de-al doisprezecelea album de studio al formației Enslaved.
Acest album este caracterizat de aceeași complexitate muzicală care a ajuns să caracterizeze formația, iar versurile devin filozofice, tratând subiecte cum ar fi universalitatea arhetipului spiritualității umane.
Revista Terrorizer a clasat RIITIIR pe locul 12 în clasamentul "Cele mai bune 40 de albume ale anului 2012".

## Lista pieselor
1. "Thoughts Like Hammers" - 09:30
2. "Death In The Eyes Of Dawn" - 08:17
3. "Veilburner" - 06:46
4. "Roots Of The Mountain" - 09:17
5. "Riitiir" - 05:26
6. "Materal" - 07:48
7. "Storm Of Memories" - 08:58
8. "Forsaken" - 11:15

## Personal
- Grutle Kjellson - vocal, chitară bas
- Ivar Bjørnson - chitară
- Ice Dale - chitară
- Cato Bekkevold - baterie
- Herbrand Larsen - sintetizator

## Clasament
| Țara     | Poziția |
| -------- | ------- |
| Austria  | 70      |
| Elveția  | 92      |
| Finlanda | 47      |
| Franța   | 118     |
| Germania | 72      |
| Norvegia | 15      |